# Stefan Wyszyński
Stefan Wyszyński, desde 2021, Beato Stefan Wyszyński (Zuzela, 3 de agosto de 1901 — Varsóvia, 28 de maio de 1981).  Foi cardeal da Igreja Católica, bispo de Lublin de 1946 a 1948, arcebispo de Varsóvia de arcebispo de Gniezno de 1948 a 1981. Criado Cardeal em 12 de janeiro de 1953 pelo Papa Pio XII, assumiu o título de Cardeal-Primaz da Polônia.
Desenvolveu um papel determinante na evolução das relações entre a  Igreja Católica e um o Estado sob regime comunista durante a Guerra Fria. Em 1948 foi chamado a dirigir a diocese de Gniezno e Varsóvia, assim como ocorreu com outros prelados de países do Leste Europeu durante o período do stalinismo encontrou-se impedido de exercitar a sua missão. O regime de Bolesław Bierut que havia incarcerado, mas não processado, Władysław Gomułka confinou num convento o primaz católico.
Em Varsóvia, em 26 de maio de 2006 por ocasião de sua visita à Polônia Bento XVI na homilia da missa neste dia disse: No início do seu Pontificado, João Paulo II escreveu ao Cardeal Wyszynski: "Na Sé de Pedro não haveria este Papa polaco, que hoje repleto de temor de Deus mas também de confiança começa o novo Pontificado, se não houvesse a tua fé, que não cedeu diante da prisão e do sofrimento, a tua esperança heróica e a tua confiança incondicionada na Mãe da Igreja; se não houvesse a Jasna Góra e todo este período de história da Igreja na nossa Pátria, ligado ao teu serviço de Bispo e de Primaz" (Carta de João Paulo II aos Polacos, 23 de outubro de 1978).

## Início da vida e ordenação
Wyszyński nasceu na vila de Zuzela, no leste da Mazóvia, no rio Bug. Durante as Partições da Polônia, essa área fazia parte do Império Russo (mais especificamente, do Congresso da Polônia) até o final da Primeira Guerra Mundial. A família Wyszyński contava entre a nobreza da Polônia (os szlachta), com o brasão de armas de Trzywdar e o título de barão, embora não estivesse materialmente bem.
A mãe de Wyszyński morreu quando ele tinha nove anos. Em 1912, seu pai o enviou para Varsóvia. Nos anos de 1914 a 1916, Stefan cursou o ensino médio em Łomża. No ano seguinte, ele se matriculou no seminário de Włocławek e, aos 24 anos (3 de agosto de 1924), após ser hospitalizado com uma doença grave, recebeu sua ordenação sacerdotal do bispo Adalberto Owczarek.

## Padre e professor
Wyszyński celebrou sua primeira alta missa solene de ação de graças, em Jasna Góra, em Częstochowa, um local de significado espiritual especial para muitos poloneses católicos. O mosteiro paulino contém a imagem da Madona Negra, ou Nossa Senhora de Częstochowa , a padroeira e guardiã da Polônia. O padre Wyszyński passou os quatro anos seguintes em Lublin, onde em 1929 ele recebeu um doutorado na Faculdade de Direito Canônico e nas Ciências Sociais da Universidade Católica de Lublin. Sua dissertação em Direito Canônico foi intitulada Os Direitos da Família, Igreja e Estado às Escolas. Por vários anos após a graduação, ele viajou pela Europa, onde estudou.
Depois de retornar à Polônia, o padre Wyszyński começou a lecionar no seminário em Włocławek. Quando a Segunda Guerra Mundial eclodiu com a invasão alemã da Polônia, em 1939, ele foi forçado a deixar Włocławek porque era procurado pelos alemães nazistas locais por conta de sua posição como pastor influente para a população local. A pedido do bispo Kozal, ele foi a Laski, perto de Varsóvia. Quando o levante de Varsóvia eclodiu, em 1 de agosto de 1944, ele adotou o nome de guerra "Radwan II" e tornou-se capelão do hospital dos insurgentes em Laski e do distrito militar de iboliborz na Armia Krajowa, a organização polonesa de resistência subterrânea.
Durante a ocupação nazista da Polônia, Wyszyński ajudou vários judeus. No outono de 1941, o futuro cardeal havia chegado em Żułów a uma propriedade administrada por freiras franciscanas para se esconder da Gestapo. Enquanto estava lá, Wyszyński e outro homem ajudaram a esconder um viúvo judeu e seus dois filhos - que mais tarde seriam denunciados por um nacionalista ucraniano e mortos pelos alemães - em um sótão. Além disso, em um testemunho de Esther Grinberg, disponível no Instituto Yad Vashem em Jerusalém, ela menciona duas vezes que havia sobrevivido ao Holocausto pelos poloneses que a esconderam depois que Wyszyński os implorou para salvar judeus que "estavam fugindo do fogo" após o destruição do gueto de Varsóvia.
Em 1945, um ano após o fim da guerra na região, Wyszyński retornou a Włocławek, onde iniciou um projeto de restauração para o seminário devastado, tornando-se seu reitor e editor-chefe de um semanário católico.

## Bispo
Apenas um ano depois, em 25 de março de 1946, o Papa Pio XII o nomeou bispo de Lublin; ele foi consagrado pelo cardeal August Hlond em 12 de maio daquele ano. Após a morte do cardeal Hlond, em 22 de outubro de 1948, ele foi nomeado arcebispo metropolitano de Gniezno e Varsóvia e, portanto, primaz da Polônia, em 12 de novembro de 1948. Quando o cardeal estava morrendo, ele havia pedido que o nome de Wyszyński fosse encaminhado a Roma como possível substituição, é claro, o nome já havia sido enviado a Roma sem que eles soubessem do pedido de Hlond.

## Resistência pós-guerra ao comunismo

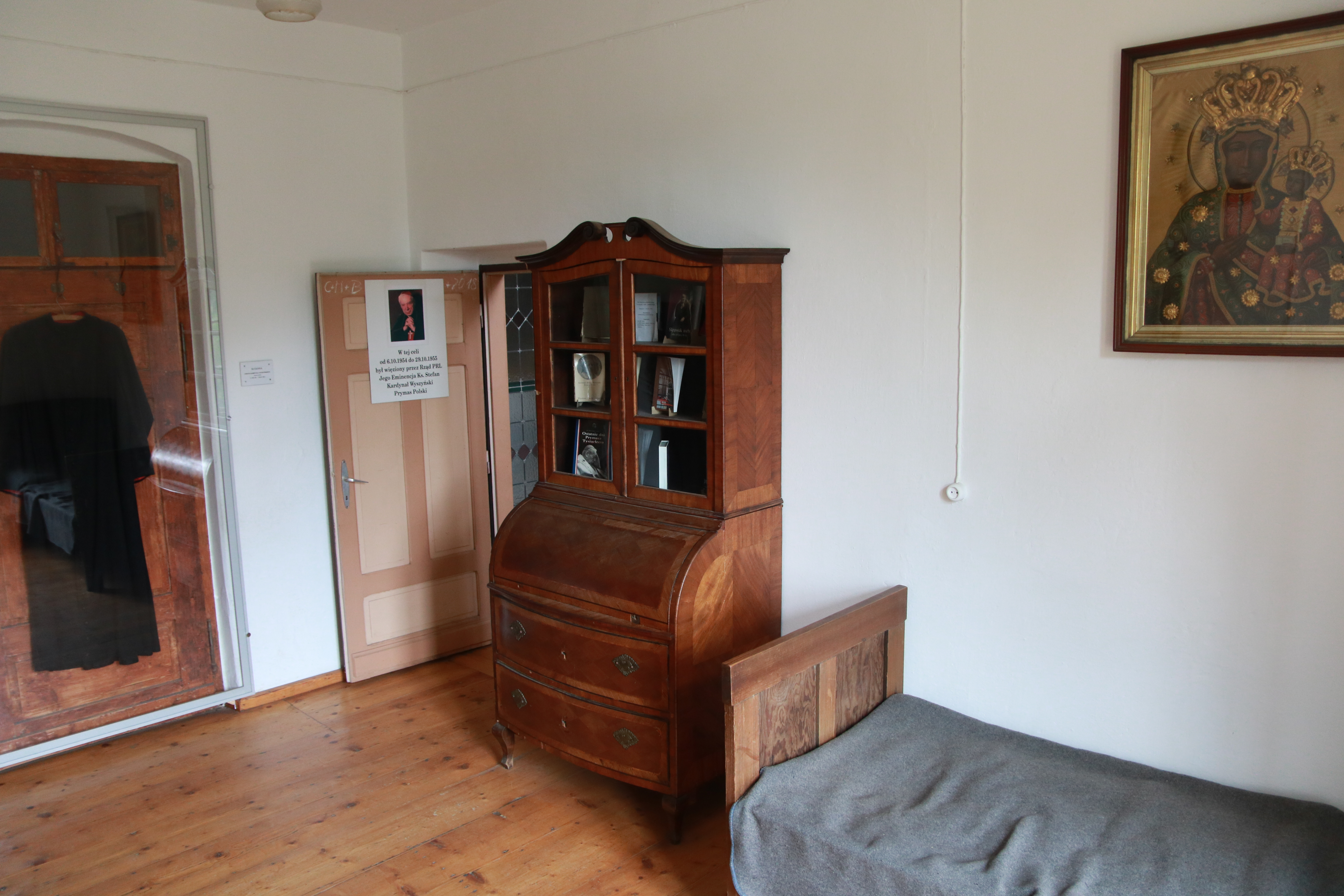
Cela de Wyszyński na igreja de São José em Prudnik

A Segunda Guerra Mundial terminou em 1945; no entanto, a partir da porção oriental da atual Polônia e mais tarde no oeste, as hostilidades continuaram por vários anos entre um grande segmento de poloneses nativos e o governo stalinista. A Igreja Católica esperava o retorno do governo polonês no exílio de Londres e a remoção do regime de marionetes de Stalin e, portanto, apoiou ativamente os anticomunistas. Uma das questões principais foi o confisco de propriedades para uso público, para escolas seculares e para distribuição entre agricultores. Em 1950, o arcebispo Wyszyński decidiu entrar em um acordo secreto com as autoridades comunistas, assinado em 14 de abril de 1950 pelo episcopado polonês e pelo governo. O acordo resolveu as disputas políticas da Igreja contra o governo na Polônia. Permitiu que a Igreja se apegasse a propriedades "razoáveis", separou a igreja da política e até permitiu que as autoridades selecionassem um bispo de uma lista de três candidatos. Karol Wojtyla seria selecionado dessa maneira.
A partir de 1953, outra onda de perseguição varreu a Polônia. Quando os bispos continuaram apoiando a resistência, começaram os julgamentos em massa e o internamento de padres - o agora cardeal Wyszyński estava entre as vítimas. Em 25 de setembro de 1953, ele foi preso em Rywałd e, posteriormente, colocado em prisão domiciliar em Stoczek, perto de Lidzbark Warmiński, em Prudnik, perto de Opole e no mosteiro de Komańcza, nas montanhas Bieszczady. Enquanto preso, ele observou a tortura brutal e os maus-tratos aos detidos, alguns deles de natureza altamente perversa. Ele foi libertado em 26 de outubro de 1956.

## Cardeal e Primaz da Polônia

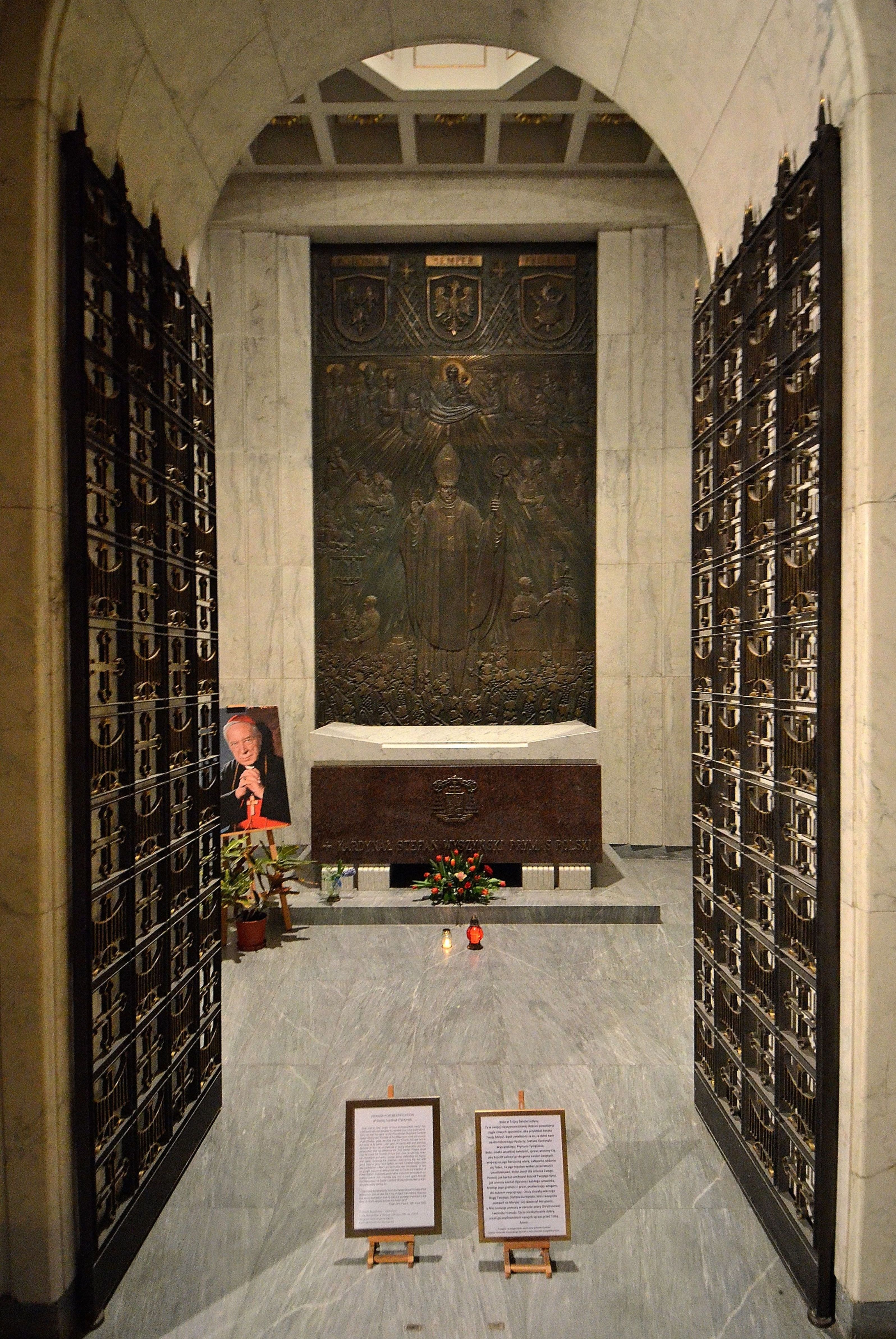
Capela do mausoléu do cardeal Stefan Wyszyński na arquicatedral de São João em Varsóvia

Em 12 de janeiro de 1953, Wyszyński foi elevado ao posto de cardeal sacerdote pelo Papa Pio XII, mas foi somente em 1957 que ele foi designado cardeal-sacerdote de Santa Maria além do Tibre.
Ele nunca parou seu trabalho religioso e social. Sua maior conquista foi a celebração do milênio do cristianismo da Polônia em 1966 - o milésimo aniversário do batismo do primeiro príncipe da Polônia, Mieszko I. Durante a celebração, as autoridades comunistas se recusaram a permitir a visita do Papa Paulo VI à Polônia e também impediram o cardeal Wyszyński de participar de celebrações no exterior. Wyszyński triunfou em 1978, quando Karol Wojtyła de Cracóvia foi eleito Papa João Paulo II, seguido de uma espetacular visita papal à Polônia em 1979. Wyszyński não fechou os olhos para a agitação civil em 1980. Quando o Solidariedade criou um sindicato na Polônia, ele apelou a ambos os lados, ao governo e aos trabalhadores em greve, para que fossem responsáveis por suas ações.
O cardeal Wyszyński, muitas vezes chamado de primaz do milênio, morreu em 28 de maio de 1981 aos 79 anos de câncer no abdômen. Ele está enterrado no Arquicatedral de São João em Varsóvia. O cardeal, que ouvira falar da tentativa de assassinato do papa, ofereceu sua própria vida pela do pontífice.
João Paulo II afirmou que “ele é um pilar para a Igreja de Varsóvia e um pilar para toda a Igreja da Polônia”, numa mensagem por ocasião da sua morte.
Para comemorar o vigésimo aniversário de sua morte, o ano de 2001 foi anunciado pelo Sejm como o ano do cardeal Stefan Wyszyński. O Sejm também homenageou o cardeal como "grande polonês, capelão e estadista".

## Legado
Em 1981, Krzysztof Penderecki compôs em sua memória o Agnus Dei de seu réquiem polonês. Em 2000, foi feito um filme sobre a vida e a prisão de Wyszyński. O Primaz - Três Anos em Mil foi dirigido por Teresa Kotlarczyk. O papel-título foi desempenhado por Andrzej Seweryn.
Na minissérie da CBS, Papa João Paulo II (baseado na vida do papa polonês), o cardeal Wyszyński foi interpretado pelo ator inglês Christopher Lee.
A Universidade Cardeal Stefan Wyszyński em Varsóvia, anteriormente a Academia Teológica de Varsóvia, foi renomeada para ele. O Museu de João Paulo II e o Primaz Wyszyński estão sendo construídos no Templo da Divina Providência em Varsóvia.
O Cardeal Wyszyński era conhecido como "o rei sem coroa" da Polônia.

## Beatificação
O oficial " nihil obstat " foi declarado para o falecido cardeal em 26 de abril de 1989, a pedido do papa João Paulo II. Portanto, ele agora tem o título de Servo de Deus, o primeiro passo no caminho para a santidade. O processo diocesano da causa começou em 29 de maio de 1989 e concluiu seus negócios em 6 de fevereiro de 2001; o processo foi ratificado pela Congregação para as Causas dos Santos em 8 de fevereiro de 2002 em Roma. O Positio foi reunido e submetido à Congregação para as Causas dos Santos em novembro de 2015, na qual os documentos foram submetidos ao Cardeal Prefeito Angelo Amato do Cardeal Kazimierz Nycz.
Os teólogos se reuniram para discutir o conteúdo da Positio em 26 de abril de 2016 e votaram a favor da vida de virtude heróica do falecido cardeal. Ele deve ser passado aos membros do CCS antes de receber a aprovação papal. Os membros da CCS votaram e aprovaram a causa em sua reunião de 12 de dezembro de 2017. O Papa Francisco confirmou sua virtude heróica em 18 de dezembro de 2017 e intitulou o falecido cardeal como Venerável.
Foi iniciada uma investigação em nível diocesano em 27 de março de 2012 por um suposto milagre atribuído a ele que concluiu seus negócios em 28 de maio de 2013; o processo foi validado em 10 de outubro de 2014. A documentação prosseguiu daquele ponto para Roma para uma avaliação mais aprofundada, mas essa avaliação só pôde ocorrer mediante a declaração de sua virtude heróica (isso aconteceu em 2017, permitindo que o milagre fosse mais avaliado). Os médicos especialistas em Roma aprovaram o milagre em 29 de novembro de 2018 com teólogos mais tarde confirmando-o, bem como os cardeais e bispos que compunham a Congregação em 24 de setembro de 2019.
Em 3 de outubro de 2019, a Congregação para as Causas dos Santos aprovou oficialmente o milagre, o último passo para sua beatificação depois que os próprios membros da Congregação aprovaram o milagre em 24 de setembro. A beatificação foi agendada para ocorrer em Varsóvia em 7 de junho de 2020, mas foi adiada por causa da pandemia COVID-19 .  A beatificação foi reprogramada para ocorrer em 12 de setembro de 2021.
O cardeal foi beatificado em Varsóvia com o rito presidido pelo prefeito da Congregação para as Causas dos Santos, cardeal Marcello Semeraro, em representação do Papa.